# Aporum subulatoides
Aporum subulatoides é uma espécie de orquídea epífita de hábito pendente e flores pequenas, que habita Borneu.